# Гецово
Ге́цово (болг. Гецово) — село в Разградській області Болгарії. Входить до складу общини Разград.

## Населення
За даними перепису населення 2011 року у селі проживали 1774 особи.
Національний склад населення села:
| Національність   | Кількість осіб | Відсоток |
| ---------------- | -------------- | -------- |
| болгари          | 1696           | 98,9%    |
| турки            | 5              | 0,3%     |
| цигани           | 0              | 0%       |
| інша             | 11             | 0,6%     |
| не визначились   | 3              | 0,2%     |
| Всього відповіли | 1715           |          |

Розподіл населення за віком у 2011 році:
Динаміка населення: